# Wittmann (Arizona)
Pour les articles homonymes, voir Wittmann.
Wittmann est une census-designated place du comté de Maricopa, dans l'État de l'Arizona, aux États-Unis. En 2020, elle compte une population de 684 habitants.